# Yui Horie
Yui Horie (jap. 堀江 由衣, Horie Yui; * 20. September 1976 in der Präfektur Tokio) ist eine japanische Synchronsprecherin (Seiyū) und Sängerin. Als Synchronsprecherin arbeitet sie für VIMS und als Sängerin für StarChild.

## Biografie
Im 2. Jahr der Grundschule war sie von der Rolle der Yuri in dem Anime Dirty Pair begeistert und hatte den Wunsch Synchronsprecherin zu werden. Später sollte dieser Wunsch in Erfüllung gehen als sie die Yuri von 2006–2007 in dem Radio-Hörspiel Lovely Angel sprach. Nach der Oberschule besuchte sie eine Kurzhochschule und studierte Japanische Literatur. Während ihres ersten Jahres dort 1995 sah sie in dem Seiyū-Magazin Voice Animage eine Werbung zu einem Vorsprechen für ein Stipendium der Agentur Artsvision. Unter mehr als 3000 Bewerbern, war sie eine von 5 Personen die das 11. Begabtenstipendium für die Nihon Narration Engi Kenkyūjo erhielt (日本ナレーション演技研究所, dt. „Japanisches Institut für die Sprechschauspielkunst“), der Synchronsprecher-Ausbildungsstätte von Artsvision. 1996 bekam sie bei der Seiyū Audition von Sony Music Entertainment Japan den Namco-Preis.
Ihr Debüt als Synchronsprecherin hatte sie 1997 in dem Computerspiel Voice Fantasia: Ushinawareta Voice Power. Ein Jahr später erschien ihre Debütsingle my best friend bei Pony Canyon. Größere Bekanntheit erlangte sie 1999 in der Rolle der Multi im Spiel und Anime To Heart. Ihren großen Durchbruch als Synchronsprecherin hatte sie im Jahr darauf mit der Hauptrolle der Naru Narusegawa in der Anime-Verfilmung der Akamatsu-Mangas Love Hina.
Im selben Jahr wechselte sie zum Plattenlabel StarChild und veröffentlichte dort ihr erstes Album Mizutamari ni Utsuru Sekai, gründete mit Yukari Tamura das Seiyū-Duo Yamato Nadeshiko – benannt nach dem gleichnamigen Frauenideal – und veröffentlichte ihr erstes Roman Album Kingyo Bachi Planet – A Yui Horie’s visualbum (金魚鉢プラネット―A Yui Horie’s visualbum).
2001 veröffentlichte sie ihre erste Maxi-Single nach ihrem Wechsel Love Destiny, als auch ihre erste Essay-Sammlung Strawberry Hiyori (ストロベリー日和, Sutoroberī Hiyori).
2002 startete ihre Radioshow Horie Yui no Tenshi no Tamago (堀江由衣の天使のたまご, dt. „Yui Hories Ei des Engels“).
2003 landete sie mit ihrem 3. Album sky auf Platz 10 der wöchentlichen Oricon-Alben-Charts und mit ihrer Clip-Sammlung CLIPS1 auf Platz 2 der wöchentlichen Oricon-DVD-Musik-Charts bzw. Platz 15 der wöchentlichen DVD-Gesamtcharts.
Am 29. Oktober 2005 gründete sie die Seiyū-Musikgruppe Aice⁵ mit ihren Kolleginnen Chiaki Takahashi, Akemi Kanda, Masumi Asano und Madoka Kimura. 2006 wurde sie als Yuiel Mitglied der „Ero-Visual-Kei-Engel“-Gruppe Kurobara Hozonkai (黒薔薇保存会), in der sie den Gesangs- und Kompositionspart übernahm. Im selben Jahr erreichte Yui Hories 6. Single Hikari Platz 5 der Single-Charts.
2007 verließ sie ihre Agentur Artsvision und wechselte nach einer kurzen Zeit als freischaffende Synchronsprecherin am 1. November zu VIMS. Ihre 7. Single Days erreichte Platz 8 der Single-Charts. Am 20. September gab die Auflösung ihrer Band Aice⁵ bekannt.
2008 landete sie mit ihrem 6. Album Darling auf Platz 8 der Alben-Charts und mit ihrer Live-DVD Horie Yui: Christmas Live – Yui ga Santa ni Kigaetara (堀江由衣 クリスマスライブ〜由衣がサンタに着がえたら〜) Platz 1 der DVD-Musik-Charts bzw. Platz 10 der DVD-Gesamtcharts. Ihre 9. Single Vanilla Salt stieg auf Platz 7 in die Single-Charts ein.
Ihr achtes Album Himitsu erschien 2012 in einer normalen und zwei Sonderausgaben und landete auf Platz 3 der Album-Charts.

## Rollen (Auswahl)
| - Arc the Lad (Lieza) - Aoi Hana (Kyōko Ikumi) - Bakemonogatari (Tsubasa Hanekawa) - B-gata H-kei (Miharu Takeshita) - Binzume Yōsei (Sarara) - Cross Ange: Tenshi to Ryū no Rondo (Salamandinay) - D.C. – Da Capo, D.C.S.S. – Da Capo Second Season (Kotori Shirakawa) - D.C. II – Da Capo II, D.C. II S.S. – Da Capo II Second Season (Yume Asakura) - Dōbutsu no Mori (Ai) - Dog Days (Millhiore F. Biscotti) - Dragon Crisis (Maruga) - Druaga no Tō – The Aegis of Uruk, The Sword of Uruk (Fatina) - Futakoi (Kaoruko Ichijō) - Fruits Basket (Tōru Honda) - Fairy Tail (Carla) - GA Geijutsuka Art Design Class (Namiko Nozaki) - Gakuen Utopia Manabi Straight! (Manami Amamiya) - Golden Time (Kōko Kaga) - Higurashi no Naku Koro ni Kai (Hanyū) - Hyperdimension Neptunia: The Animation (Nepgear/Purple Sister) - Idolmaster – Xenoglossia (Yukiho Hagiwara) - Ikki Tousen (Sonken Chūbō) - Inukami! (Yōko) - Jinzō Ningen Kikaider – The Animation (Mitsuko Kōmyōji) - Jūbei-chan 2 – Siberia Yagyū no Gyakushū (Jiyū Nanohana) - Kämpfer (Akane Mishima) - Kanamemo (Haruka Nishida) - Kanon (2002), Kanon (2006) (Ayu Tsukimiya) - Kashimashi: Girl Meets Girl (Yasuna Kamiizumi) - Kurogane Communication (Haruka) - Love Hina (Naru Narusegawa) - Magister Negima Magi (Makie Sasaki) - Matantei Loki (Mayura Daidōji) - Miss Monochrome: The Animation (Miss Monochrome) - Nagasarete Airantō (Suzu) - Nisemonogatari (Tsubasa Hanekawa) - Ōkami-san to Shichinin no Nakama-tachi (Alice Kiriki) - Otome wa Boku ni Koishiteru (Mizuho Miyanokōji) - Papa no Iu Koto o Kikinasai! (Raika Oda) - Persona 4 (Chie Satonaka) - Photon (Aun Freya) - Re: Cutie Honey (Honey Kisaragi/Cutie Honey) - Ressha Sentai ToQger (Wagon) - Rikujō Bōetai Mao-chan (Silvia Maruyama) - Rokumon Tengai Mon Colle Knight (Rokuna Hiiragi) - Saki (Mihoko Fukuji) - Samurai Deeper Kyo (Yuya Shiina) - School Rumble (Eri Sawachika) - Sci-Fi Harry (Catherine Chapman) - Shaman King (Iron Maiden Jeanne, Lily) - Shining Tears X Wind (Tōka Kureha) - Sister Princess, Sister Princess RePure (Sakuya) - Sugar-Bunnies-Reihe (Shiro Usa) - To Heart, To Heart – Remember my Memories (HMX-12 Multi) - Tōkyō Majin Gakuen Kempūchō: Tō (Aoi Misato) - Toradora! (Minori Kushieda) - Ultra Maniac (Ayu Tateishi) - Vampire Knight (Yūki Cross) - Umi Monogatari – Anata ga Ite Kureta Koto (Urin) - Umineko no Naku Koro ni (Maria Ushiromiya) - Zero no Tsukaima (Siesta) | - D.C.P.S. – Da Capo Plus Situation, D.C. Four Seasons (Kotori Shirakawa) - D.C. II P.S. – Da Capo II Plus Situation (Yume Asakura) - Dead-or-Alive-Reihe (Hitomi) - Futakoi – Futakoi, Futakoi Alternative: Koi to Shōjo to Machine Gun, Futakoi-shima – Koi to Mizugi no Survival (Kaoruko Ichijō) - Hyperdimension Neptunia (Nepgear/Purple Sister) - Inukami! feat. Animation (Yūko) - Kanon (Ayu Tsukimiya) - L no Kisetsu – A piece of memories (Seija Mainami) - Magna Carta (Reith) - Persona 4 (Chie Satonaka) - Puyo Puyo Tetris (Ess) - Sakura – Setsugetsuka (Koyuki Kusanagi) - Shining Wind (Kureha) - Shining Force Neo (Meryl) - To Heart (HMX-12 Multi) - Tōkyō Majin Gakuen Kempuchō, Tōkyō Majin Gakuen Gehōchō (Aoi Misato) - Neptunia Serie - Moe! Ninja Girls RPG – Ran Kuzuryu |

## Diskografie

### Studioalben
| Jahr | Titel                                                                          | Höchstplatzierung, Gesamtwochen, AuszeichnungChartsChartplatzierungen (Jahr, Titel, Platzierungen, Wochen, Auszeichnungen, Anmerkungen) | Anmerkungen                             |
| Jahr | Titel                                                                          | JP | Anmerkungen                             |
| ---- | ------------------------------------------------------------------------------ | --- | --------------------------------------- |
| 2000 | Mizutamari ni Utsuru Sekai (水たまりに映るセカイ)                              | JP28 (3 Wo.)JP | Erstveröffentlichung: 21. Dezember 2000 |
| 2001 | Kuroneko to Tsuki Kikyū o Meguru Bōken (黒猫と月気球をめぐる冒険)              | JP15 (3 Wo.)JP | Erstveröffentlichung: 29. November 2001 |
| 2003 | Sky                                                                            | JP10 (6 Wo.)JP | Erstveröffentlichung: 24. Juli 2003     |
| 2004 | Rakuen                                                                         | JP11 (5 Wo.)JP | Erstveröffentlichung: 28. April 2004    |
| 2005 | Usotsuki Alice to Kujiragō o Meguru Bōken (嘘つきアリスとくじら号をめぐる冒険) | JP20 (4 Wo.)JP | Erstveröffentlichung: 23. November 2005 |
| 2008 | Darling                                                                        | JP8 (5 Wo.)JP | Erstveröffentlichung: 30. Januar 2008   |
| 2009 | Honey Jet!!                                                                    | JP10 (5 Wo.)JP | Erstveröffentlichung: 15. Juli 2009     |
| 2012 | Himitsu (秘密)                                                                 | JP3 (6 Wo.)JP | Erstveröffentlichung: 22. Februar 2012  |
| 2015 | World End no Niwa (ワールドエンドの庭)                                         | JP5 (7 Wo.)JP | Erstveröffentlichung: 7. Januar 2015    |
| 2019 | Bungaku Shojo no Kashu (文学少女の歌集)                                        | JP8 (4 Wo.)JP | Erstveröffentlichung: 10. Juli 2019     |

### Kompilationen
| Jahr | Titel       | Höchstplatzierung, Gesamtwochen, AuszeichnungChartsChartplatzierungen (Jahr, Titel, Platzierungen, Wochen, Auszeichnungen, Anmerkungen) | Anmerkungen                              |
| Jahr | Titel       | JP | Anmerkungen                              |
| ---- | ----------- | --- | ---------------------------------------- |
| 2003 | Ho? (ほっ?) | JP24 (4 Wo.)JP | Erstveröffentlichung: 26. März 2003      |
| 2012 | Best Album  | JP11 (6 Wo.)JP | Erstveröffentlichung: 20. September 2012 |

### Singles
| Jahr | Titel Album                                                                       | Höchstplatzierung, Gesamtwochen, AuszeichnungChartsChartplatzierungen (Jahr, Titel, Album, Platzierungen, Wochen, Auszeichnungen, Anmerkungen) | Anmerkungen |
| Jahr | Titel Album                                                                       | JP | Anmerkungen |
| ---- | --------------------------------------------------------------------------------- | --- | --- |
| 1998 | My Best Friend Ho?                                                                | — | Erstveröffentlichung: 18. November 1998 Release über Pony Canyon Kurogane Communication (Vor- und Abspanntitel) |
| 1999 | Brand-New Communication (brand-new コミュニケイション brand-new komyunikeishon) – | — | Erstveröffentlichung: 17. März 1999 Release über Pony Canyon Kurogane Communication (Image Song)                |
| 2001 | Love Destiny Kuroneko to Tsuki Kikyū o Meguru Bōken                               | JP11 (5 Wo.)JP | Erstveröffentlichung: 16. Mai 2001 Sister Princess (Vor- und Abspanntitel)                                      |
| 2002 | Kirai Takaramono (キラリ☆宝物) Ho?                                                | JP18 (3 Wo.)JP | Erstveröffentlichung: 28. Februar 2002 Love Hina Again (Vor- und Abspanntitel)                                  |
| 2002 | All My Love Sky                                                                   | JP11 (5 Wo.)JP | Erstveröffentlichung: 24. Juli 2002 Rikujō Bōetai Mao-chan (Vor- und Abspanntitel)                              |
| 2004 | Kokoro Harete, Yo mo Akete (心晴れて 夜も明けて) Rakuen                           | JP14 (8 Wo.)JP | Erstveröffentlichung: 4. Februar 2004 Jūbei-chan 2 – Siberia Yagyū no Gyakushū (Abspanntitel)                   |
| 2004 | Scramble (スクランブル Sukaramburu) Usotsuki Alice to Kujiragō o Meguru Bōken     | — | Erstveröffentlichung: 27. Oktober 2004 School Rumble (Vorspanntitel) als Yui Horie mit Unscandal                |
| 2006 | Hikari (ヒカリ) Darling                                                           | JP5 (11 Wo.)JP | Erstveröffentlichung: 24. Mai 2006 Inukami! (Vorspanntitel)                                                     |
| 2007 | Days Darling                                                                      | JP8 (8 Wo.)JP | Erstveröffentlichung: 2. Mai 2007 Nagasarete Airantō (Vor- und Abspanntitel (Episoden 1–12))                    |
| 2007 | Koi Suru Tenkizu (恋する天気図) Darling                                           | JP14 (5 Wo.)JP | Erstveröffentlichung: 17. August 2007 Nagasarete Airantō (Abspanntitel zu den Episoden 14–25)                   |
| 2008 | Vanilla Salt Honey Jet!!                                                          | JP7 (9 Wo.)JP | Erstveröffentlichung: 22. Oktober 2008 Toradora! (Abspanntitel je zum Anime und Hörspiel)                       |
| 2009 | Silky Heart Honey Jet!!                                                           | JP9 (9 Wo.)JP | Erstveröffentlichung: 28. Januar 2009 Toradora! (2. Vorspanntitel zum Anime)                                    |
| 2009 | Ai no sora (愛の空) –                                                             | JP46 (3 Wo.)JP | Erstveröffentlichung: 25. März 2009                                                                             |
| 2009 | Yahho!! Himitsu                                                                   | JP12 (5 Wo.)JP | Erstveröffentlichung: 26. August 2009 Kanamemo (Abspanntitel)                                                   |
| 2011 | Immoralist (インモラリスト) Himitsu                                               | JP8 (11 Wo.)JP | Erstveröffentlichung: 2. Februar 2011 Dragon Crisis (Vorspanntitel)                                             |
| 2011 | Presenter Himitsu                                                                 | JP9 (7 Wo.)JP | Erstveröffentlichung: 25. Mai 2011 Dog Days (Abspanntitel)                                                      |
| 2012 | Coloring Himitsu                                                                  | JP11 (8 Wo.)JP | Erstveröffentlichung: 18. Januar 2012 Papa no Iu Koto o Kikinasai! (Abspanntitel)                               |
| 2012 | Natsu no Yakusoku (夏の約束) Best Album                                           | JP12 (13 Wo.)JP | Erstveröffentlichung: 25. Juli 2012                                                                             |
| 2013 | Golden Time World End no Niwa                                                     | JP19 (8 Wo.)JP | Erstveröffentlichung: 13. November 2013                                                                         |
| 2014 | The World’s End World End no Niwa                                                 | JP9 (6 Wo.)JP | Erstveröffentlichung: 12. März 2014                                                                             |
| 2015 | Stay With Me World End no Niwa                                                    | JP13 (5 Wo.)JP | Erstveröffentlichung: 4. März 2015                                                                              |
| 2015 | Asymmetry (アシンメトリー) –                                                      | JP12 (7 Wo.)JP | Erstveröffentlichung: 4. November 2015                                                                          |